# 兴隆山镇 (彰武县)
兴隆山乡，是中华人民共和国辽宁省阜新市彰武县下辖的一个乡镇级行政单位。

## 行政区划
兴隆山乡下辖以下地区：
兴隆山村、赵家村、花家村、老虎村和前长坨子村。